# Zwitserland op de Olympische Zomerspelen 1904
Eén turner uit Zwitserland nam deel aan de Olympische Zomerspelen 1904 in St. Louis, Verenigde Staten.

## Medailles

### Goud
- Adolf Spinnler — turnen, gecombineerd 3 onderdelen

### Brons
- Adolf Spinnler — turnen, individuele meerkamp

## Resultaten per onderdeel

### Atletiek
| Onderdeel       | Plaats | Atleet         | Total score |
| --------------- | ------ | -------------- | ----------- |
| Mannen driekamp | 64e    | Adolf Spinnler | 24,5        |

### Turnen
| Onderdeel                   | Plaats | Turner         | Score |
| --------------------------- | ------ | -------------- | ----- |
| Mannen individuele meerkamp | 3e     | Adolf Spinnler | 67,99 |
| Mannen driekamp             | 1e     | Adolf Spinnler | 43,39 |

Australië · Canada · Cuba · Duitsland · Frankrijk · Griekenland · Groot-Brittannië · Hongarije · Oostenrijk · Verenigde Staten · Zuid-Afrika · Zwitserland · Gemengde teams